# Claudio Abarca
Claudio Antonio Abarca Gálvez (Santiago, Chile; 7 de enero de 1994) es un futbolista chileno, se desempeña como portero y actualmente milita en Deportes Rengo de la Segunda División Profesional de Chile.

## Trayectoria
Producto de las inferiores de Palestino, jugó cedido por el conjunto árabe en AC Barnechea, Trasandino, y San Antonio Unido.
Luego de no renovar con Palestino, fue fichado por General Velásquez, club en donde durante el año 2016 se vio envuelto en una controversia, luego de que en un partido ante Deportivo Estación Central, agrediera con una patada en la cabeza a Diego Díaz, lo que le valió una sanción de 4 años sin jugar en el fútbol chileno.
El año 2017 defendió los colores de Universidad Central de Venezuela, para volver en 2019 al futbol chileno, a defender los colores de La Pintana Unida en 2019. En 2021, fichó por Iberia, para la temporada siguiente jugar en Rodelindo Román.
El año 2023 juega el primer semestre por Real San Joaquín, para en julio del mismo año ser anunciado como refuerzo de San Marcos de Arica.

## Clubes
| Club                         | País      | Año       |
| ---------------------------- | --------- | --------- |
| Palestino                    | Chile     | 2011-2016 |
| → Barnechea (cedido)         | Chile     | 2013      |
| → Trasandino (cedido)        | Chile     | 2013-2014 |
| → San Antonio Unido (cedido) | Chile     | 2014-2015 |
| General Velásquez            | Chile     | 2016      |
| Universidad Central          | Venezuela | 2017      |
| La Pintana Unida             | Chile     | 2019      |
| Iberia                       | Chile     | 2021      |
| Rodelindo Román              | Chile     | 2022      |
| Real San Joaquín             | Chile     | 2023      |
| San Marcos de Arica          | Chile     | 2023-2024 |
| Deportes Rengo               | Chile     | 2025-Act. |